# Andrea Guerra
Andrea Guerra (Santarcangelo di Romagna, 22 de octubre de 1961) es un compositor italiano. Es conocido por las películas La ventana de enfrente (2003), Hotel Rwanda (2004) y En busca de la felicidad (2006).

## Biografía
Hijo del poeta y guionista Tonino Guerra, Andrea Guerra nació en octubre de 1961 en la ciudad italiana de Santarcangelo di Romagna. Tras estudiar composición y arreglo con el maestro Ettore Ballotta, se trasladó a Roma, donde empezó su carrera componiendo música para documentales de naturaleza. En años sucesivos, escribió composiciones para varias películas de directores como Ferzan Özpetek, Roberto Faenza, Giuseppe Bertolucci y otros.
En 2015 debutó en Bollywood componiendo la partitura de Dum Laga Ke Haisha. En 2016 compuso la partitura de Shahrukh Khan.

## Premios y distinciones
Festival Internacional de Cine de Venecia
| Año  | Categoría                      | Película                            | Resultado |
| ---- | ------------------------------ | ----------------------------------- | --------- |
| 2003 | Premio CAM/Rota a la mejor BSO | Le chien, le général et les oiseaux | Ganadora  |